# For All We Know (1934)
For All We Know, sång från 1934 med musik av J. Fred Coots och text av Sam M. Lewis.

## Inspelad av
- Jerri Adams
- Monty Alexander
- Steve Allen
- Gene Ammons
- Arild Andersen
- The Andrews Sisters
- Eden Atwood
- Joe Augstine
- Joan Baez
- Chet Baker
- Phil Baker
- Sam Baker
- Long John Baldry
- Danny Barrett
- John Basile Quartet
- Lisa Bell
- Mili Bermejo
- Nate Birkey
- Bluesiana Triangle
- Boilermaker Jazz Band
- Joe Bourne
- Bosse Broberg
- Bobby Broom
- Cameron Brown
- Lawrence Brown
- Les Brown & His Band of Renown
- Dave Brubeck
- Julie Budd
- Joe Burke
- Winnie Burke
- Carol Burnett
- Gary Burton
- Donna Byrne
- Ann Hampton Callaway
- Mike Campbell
- Thelma Carpenter
- Bill Carrothers
- Benny Carter
- Ray Charles
- The Chessmen
- Cyrus Chestnut
- June Christy
- Mac Chrupcala
- Clayton-Hamilton Orchestra
- Rosemary Clooney
- Al Cohn
- Freddy Cole
- Nat King Cole
- Bill Coleman
- Ray Conniff
- Isham Jones
- Hal Kemp
- Dinah Washington
- Donny Hathaway
- Reuben Studdard